# Apona pallida
Apona pallida är en fjärilsart som beskrevs av Walker. Apona pallida ingår i släktet Apona och familjen Eupterotidae. Inga underarter finns listade i Catalogue of Life.